# 進化論 (Jeeptaのアルバム)
『進化論』（しんかろん）はJeeptaの2枚目のミニ・アルバム。

## 内容
ビーイング契約後、最初の作品。完売となった自主製作盤シングルのタイトル曲「リコール」、インスト曲「色探し」も収録。

## 批評
CDジャーナルは「ライヴの臨場感をそのまま封じ込めたような力作となった」と評した。

## 収録曲
1. リコール
作詞・作曲：石井卓　編曲：Jeepta
2. CONTINUE
作詞・作曲：石井卓　編曲：Jeepta
3. フレグランス
作詞：石井卓　作曲：choro・石井卓　編曲：Jeepta
4. 色探し
作曲・編曲：Jeepta
5. 四季、是、色
作詞・作曲：石井卓　編曲：Jeepta
6. my way home
作詞・作曲：石井卓　編曲：Jeepta
7. アナログ時計
作詞・作曲：石井卓　編曲：Jeepta
8. 進化論
作詞・作曲：石井卓　編曲：Jeepta